# Procès de The Pirate Bay
 (décembre 2019).
Le contenu est difficilement compréhensible vu les erreurs de traduction, qui sont peut-être dues à l'utilisation d'un logiciel de traduction automatique.

Le procès de The Pirate Bay est une affaire relevant du droit pénal et civil en Suède, il s'agit plus précisément du procès de quatre personnes poursuivies pour promotion de la violation du droit d'auteur au moyen du site de partage de fichiers de pair à pair The Pirate Bay,.
Les accusations criminelles ont été portées par un consortium de droits de propriété intellectuelle de détenteurs dirigés par l'International Federation of the Phonographic Industry (IFPI), qui a déposé des demandes individuelles d'indemnisation civile contre les propriétaires de The Pirate Bay.
Les procureurs ont déposé une plainte le 31 janvier 2008 face à Fredrik Neij, Gottfrid Svartholm, Peter Sunde et Carl Lundström, un homme d'affaires suédois qui, à travers ses entreprises, a vendu des services au site. Le procureur a revendiqué que les quatre personnes ont travaillé ensemble pour gérer, organiser et développer le site. Quelque 34 cas de violations de droits d'auteur ont été mis en évidence, dont 21 étaient liés à des fichiers de musique, 9 à des films, et 4 à des jeux. Un cas impliquant des fichiers de musique a été ensuite supprimé par le titulaire du droit d'auteur qui a fait en sorte que le fichier soit à nouveau disponible sur le site de The Pirate Bay. En outre, les demandes de dommages-intérêts de 117 millions de couronnes (13 millions de dollars américains) ont été déposées. L'affaire a été dirigée conjointement par un juge professionnel et trois juges nommés non professionnels.
Le procès a commencé le 16 février 2009 dans la cour de district de Stockholm. Les audiences ont pris fin le 3 mars 2009 et le verdict a été annoncé à 11 heures le vendredi 17 avril 2009 : Peter Sunde, Fredrik Neij, Gottfrid Svartholm et Carl Lundström ont tous été reconnus coupables et condamnés à purger un an de prison et une amende de 30 millions de SEK (environ 2,7 millions d'euros ou 3,5 millions de dollars américains). Tous les accusés ont interjeté appel du verdict et, en novembre 2010, la cour d'appel a abrégé les peines de prison, mais a augmenté le montant des dommages et intérêts.
Le 1er février 2012, la Cour suprême de Suède a refusé un appel de l'affaire, ce qui incite le site à changer son nom de domaine officiel non plus en .org, mais en extension suédoise .se, pour se prévaloir d'un raid des autorités US, qui devenait éventuellement possible, et légal pour les autorités US, puisqu'il n'y avait plus d'affaire judiciaire en cours.

## The Pirate Bay
The Pirate Bay est un site suédois se déclarant comme « le plus grand tracker de la galaxie » et est classé comme le 73e site le plus populaire par Alexa Internet. Le site est principalement financé par des publicités. Initialement créé en novembre 2003 par l'organisation suédoise anti-copyright Piratbyrån (« Le Bureau piratage »), il a été exploité comme une organisation séparée depuis octobre 2004. Le site est actuellement dirigé par Fredrik Neij tandis que Peter Sunde en est le porte-parole.

## Descente de police

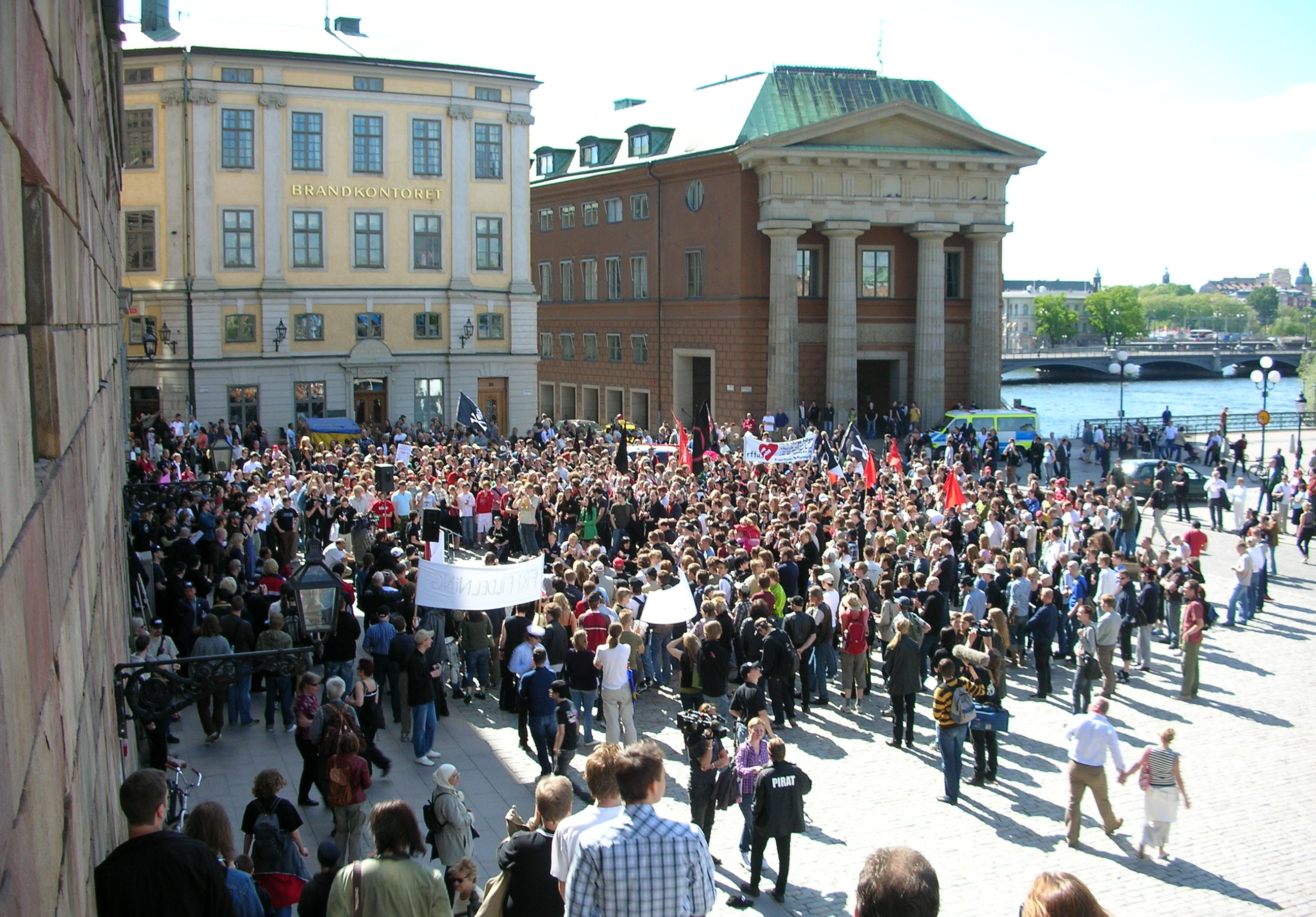
Protestation suédoise contre le raid de la police le 3 juin 2006

Le 31 mai 2006, sur ordre du ministère de la Justice suédois, la police suédoise a organisé un raid dans 12 lieux différents où étaient localisés les serveurs de The Pirate Bay. 186 dispositifs informatiques ont été saisis,. Le site  été fermé pendant 3 jours. À la réouverture, le nombre de visiteurs a plus que doublé, croissance due à cette fortification de la couverture médiatique.
Le raid, allégué par The Pirate Bay, dont la motivation est politique et sous la pression de la Motion Picture Association of America (MPAA), est immédiatement signalé comme un succès par cette dernière, mais avec le site en cours de restauration dans les jours suivants et le partage de fichiers maintenant mis au point fermement dans les médias suédois. The Pirate Bay certifie qu'il « ne pensait pas qu'ils [les 50 policiers] allaient réussir. ».
La police a mené une enquête préliminaire sur le matériel confisqué et en interrogeant des personnes associées. À la fin de 2007, un rapport de 4 000 pages a été rédigé par le procureur en vue d'un procès contenant des courriels, des SMS, des messages, des documents de paiement, des dossiers d'interrogatoire de police et des captures d'écran du site The Pirate Bay,.

## Frais de première instance et tribunal
Le 31 janvier 2008, les procureurs suédois ont déposé des accusations contre quatre personnes qu'ils associaient à The Pirate Bay pour « promouvoir les violations par d'autres personnes de droit d'auteur, ». Un des artistes représentés par l'IFPI, Max Peezay, retiré de l'affaire, a diminué la demande d'indemnisation de son distributeur de 120 000 SEK. Peezay a noté cependant que son retrait ne devrait pas être interprété comme un signe de soutien. Le procès a débuté en février 2009. Les preuves, et les démonstrations de fonctionnement réalisées, étaient basées sur le matériel acquis dans le raid 2006.
Le ressortissant suédois télédiffuseur Sveriges Television considère le procès comme important et a fourni en ligne un flux direct de l'ensemble du procès, ce qui n'avait jamais été fait en Suède auparavant. Le procès a également été diffusé en direct par la radio publique suédoise.

### Premier jour de procès

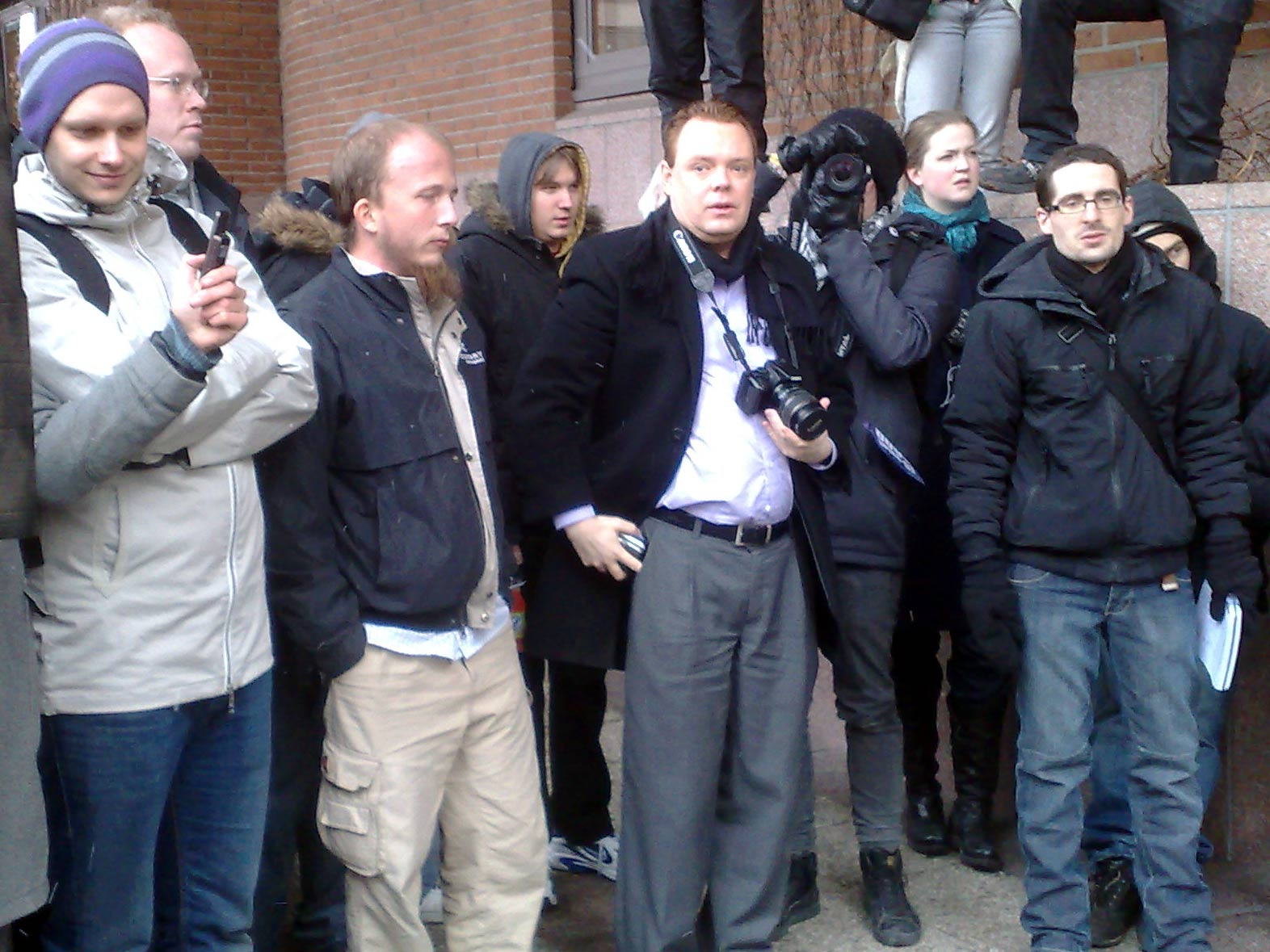
Peter Sunde, Gottfrid Svartholm, Rick Falkvinge et Marcin Kaminski lors de la manifestation devant le palais de justice, le premier jour du procès

Le 16 février 2009, l'avocat de la défense Per E. Samuelson a souligné devant le tribunal que « les services de partage de fichiers peuvent être utilisés légalement et illégalement ». Samuelson a fait valoir qu'« il est légal d'offrir un service qui peut être utilisé à la fois d'une manière légale et illégale selon la loi suédoise » et que les services de The Pirate Bay « peut être comparé à fabriquer des voitures qui peuvent être conduites plus vite que la limite de vitesse ». L'avocat de la défense Jonas Nilsson a insisté pour que « les utilisateurs individuels d'Internet qui utilisent les services de The Pirate Bay (…) doivent répondre pour le matériel qu'ils ont en leur possession ou les fichiers qu'ils envisagent de partager avec les autres ».

### Deuxième jour de procès
Le 17 février 2009, la moitié des accusations portées contre The Pirate Bay ont été abandonnées. Selon l'avocat de la défense Per Samuelson, « C'est sensationnel. C'est très rare de gagner la moitié de l'affaire en à peine un jour et demi et il est clair que le procureur a pris bonne note de ce que nous avons dit hier ». Peter Danowsky, avocat pour les maisons de disques, a déclaré: « C'est une question purement technique qui ne change rien au niveau de nos demandes d'indemnisations et n'a aucune incidence sur l'affaire principale contre The Pirate Bay. En fait, il simplifie le cas du procureur en lui permettant de se concentrer sur la question principale qui est la mise à disposition d'œuvres protégées ».
Ces lacunes dans la preuve entraîne le procureur Håkan Roswall à abandonner toutes les charges liées à l'« aide à la violation du droit d'auteur », ne laissant que l'« aide à la mise à disposition », comme charge restante. Roswall a déclaré que « tout ce qui touche à la reproduction sera retiré de la demande ». Sanna Wolk, docteur en droit et chercheur à l'Université de Stockholm a souligné que « ce n'est pas surprenant, au moins pour ceux qui suivent la question. Nous savions que The Pirate Bay ne faisait pas de copies directement ».

### Troisième jour de procès
Le troisième jour du procès de The Pirate Bay amène des témoins à charge[Lesquels ?] qui ont réclamé des dommages sur la base qu'ils devaient obtenir des licences dans le monde entier pour le contenu qui a été distribué.

#### «King Kong defense»
L'avocat de la défense Per Samuelson a présenté un argument plus tard surnommé la défense King Kong (« King Kong defense  ») :

« La directive EU 2000/31/EC dit que celui qui fournit un service d'information n'est pas responsable de l'information qui est en cours de transfert. Pour être responsable, le prestataire de services doit déclencher le transfert. Mais les administrateurs de The Pirate Bay ne déclenchent pas les transferts. Ce sont les utilisateurs qui le font et ce sont des gens physiquement identifiables. Ils ont eux-mêmes des noms comme King Kong... Selon la procédure légale, les accusations doivent être contre une personne et il doit y avoir un lien étroit entre les auteurs d'un crime et ceux qui aident. Ce lien n'a pas été démontré. Le procureur doit démontrer que Carl Lundström a personnellement interagi avec l'utilisateur King Kong, qui peut très bien se trouver dans la jungle du Cambodge… »

Samuelson faisait allusion à un utilisateur réel de The Pirate Bay qui utilise des messages avec comme nom d'utilisateur « King Kong ». Il a utilisé ce scénario pour illustrer que Lundström n'avaient aucun contrôle sur les actions des entreprises par les utilisateurs de The Pirate Bay. Sa principale objection était que bien que le procureur eût déclaré que l'accusé serait jugé individuellement, il n'avait pas une seule fois nommé une personne individuellement, mais toujours « eux », « ils » ou « The Pirate Bay ». Samuelson a déclaré que les personnes derrière The Pirate Bay ne pouvaient être tenues collectivement responsables pour un crime commis par d'autres personnes identifiables, tels que « King Kong ».
Le terme « King Kong defense » a été rapidement popularisé par les blogs, partage de fichiers RSS, nouvelles et reportages dans les médias sur le procès de The Pirate Bay.
Il a été comparé à la défense Chewbacca de la série TV South Park, citant une référence à la « jungle du Cambodge » comme « le genre de détails superflus qui rend la défense Chewbacca hilarante ».
Dans son verdict, le tribunal a jugé que, parce que les accusés avaient effectivement la responsabilité collective pour le site et savaient que certains fichiers étaient protégés, la directive européenne ne s'appliquait pas.

### Quatrième jour du procès
Le 19 février 2009, Fredrik a été interrogé à plusieurs reprises. Le tribunal a alors remarqué que Tobias Andersson, un futur témoin dans l'affaire, était dans la salle d'audience, il a ensuite été prié de la quitter. Constatant la violation du protocole, le juge a demandé s'il était acceptable pour le tribunal d'examiner une preuve qui n'a pas été présentée avant le procès.

### Cinquième jour du procès
La défense s'est opposée avec violence à l'aide d'une tactique que l'avocat de la défense compare avec une scène de la série télévisée américaine Perry Mason. Le juge a arrêté le procès afin de délibérer sur la question et s'est prononcé en faveur de la défense en ordonnant de redonner immédiatement tout leur matériel qu'ils avaient l'intention d'utiliser.
L'accusation et la défense ont passé le restant de la journée à prononcer des discours contradictoires à propos de The Pirate Bay. L'accusation a souhaité démontrer que The Pirate Bay était une entreprise extrêmement rentable qui gagne de l'argent en aidant ses utilisateurs à violer les droits d'auteur. La défense a tenté de démontrer que The Pirate Bay n'était rien de plus qu'un moteur de recherche identique à Google et donc soumis aux mêmes protections.

### Septième, huitième et neuvième jours du procès
Du septième au neuvième jour, la cour a entendu les experts cités par l'accusation et la défense. Un témoin a notamment contredit la recherche académique de l'industrie culturelle et du parquet sur les effets du partage de fichiers et des ventes dans l'industrie musicale et filmographique mondiale et régionale.

## Verdict et réactions
Les quatre opérateurs du site ont été condamnés par la cour de district de Stockholm, le 17 avril 2009 à un an de prison chacun pour un total de 30 millions de  couronnes suédoises (environ 3,5 millions de dollars américains, 2,7 millions d'euros) en amendes et dommages-intérêts. Le tribunal a jugé que les défendeurs étaient tous coupables pour crime contre le droit d'auteur, renforcé par la nature commerciale et organisée de l'activité. Dans son verdict, le tribunal a déclaré que « la responsabilité de l'aide peut frapper quelqu'un qui n'a que très légèrement contribué à la criminalité principale », se référant à une jurisprudence de la Cour suprême, où un comptable a été condamné pour complicité de crime, même si ses actions n'étaient pas criminelles en soi. Le tribunal a rejeté l'accusation de la préparation de crime contre le droit d'auteur. Les avocats des quatre accusés ont interjeté appel du verdict, avec les avocats de Lundström qui ont posé un appel immédiatement le jour même où le verdict a été donné.
Les avocats de l'industrie du divertissement font appel aussi bien, sur la réintroduction de l'accusation rejetée que sur la méthode de calcul des dommages, qui à leur avis ne recouvre pas entièrement la perte de revenu.
| Compagnie                       | Nationalité                                                     | Type d'industrie       | Compensation pour dommage (SEK) | Frais de justice (SEK) |
| ------------------------------- | --------------------------------------------------------------- | ---------------------- | ------------------------------- | ---------------------- |
| 20th Century Fox                | Drapeau des États-Unis                                          | Motion Picture         | 10 867 460                      | 333 500                |
| Mars Media                      | Drapeau de l'Allemagne                                          | Motion Picture         | 4 450 991                       | 333 500                |
| Columbia Pictures               | Drapeau des États-Unis                                          | Motion Picture         | 4 184 444                       | 333 500                |
| Yellow Bird                     | Drapeau de la Suède                                             | Motion Picture         | 3 150 000                       | 484 920                |
| Warner Bros                     | Drapeau des États-Unis                                          | Motion Picture         | 2 898 225                       | 592 000                |
| EMI Music Sweden                | Drapeau des États-Unis                                          | Industrie musicale     | 1 798 975                       | 264 000                |
| Warner Music Sweden             | Drapeau des États-Unis                                          | Industrie musicale     | 1 616 759                       | 54 000                 |
| Metro-Goldwyn-Mayer             | Drapeau des États-Unis                                          | Motion Picture         | 1 394 831                       | -                      |
| Universal Music                 | Drapeau des États-Unis                                          | Industrie musicale     | 814 339                         | 156 000                |
| Sony Music Entertainment Sweden | Drapeau du Japon · Drapeau de la Suède · Drapeau des États-Unis | Industrie musicale     | 457 675                         | 468 000                |
| Playground Music                | Drapeau de la Suède                                             | Music                  | 310 794                         | 156 000                |
| Nordisk Film                    | Drapeau du Danemark                                             | Motion Picture         | 225 000                         | 53 880                 |
| Bonnier Amigo Music Group       | Drapeau de la Suède                                             | Industrie musicale     | 47 349                          | 102 000                |
| Blizzard Entertainment          | Drapeau des États-Unis                                          | Industrie du jeu vidéo | -                               | 25 000                 |
| Activision                      | Drapeau des États-Unis                                          | Industrie du jeu vidéo | -                               | 12 500                 |
|                                 |                                                                 | Total :                | 32 216 842 (3,810 $, 465.01)    | 3 368 800              |

Le chercheur Daniel Johansson a qualifié la décision rendue comme la plus importante jusqu'à présent en Europe, en la comparant à la Napster aux États-Unis.
La peine est la plus longue jamais attribuée en vertu du droit suédois du droit d'auteur, et des peines de prison et des dommages et intérêts élevés selon les normes suédoises.
Bien que la plupart des experts juridiques présents au tribunal devraient trouver les accusés coupables, ils ont été surpris par le verdict sévère,. Le professeur Håkan Hyden critique la peine exceptionnellement sévère à la fois le temps de prison et une valeur élevée de l'indemnité accordée, et certains analystes s'attendent à ce que les peines légales puissent être radicalement abaissés dans les juridictions supérieures.
Le public international a présenté des opinions diverses à la suite du verdict. Certains détenteurs des droits d'auteur de grande envergure ont défendu publiquement le verdict, l'ancien membre des Beatles Paul McCartney commente à la BBC que « si vous montez dans un bus, vous devez payer. Et je pense qu'il est juste, de devoir payer pour votre billet. » Mark Mulligan de Forrester Research a examiné le verdict comme très important pour l'industrie musicale. The Economist est allé plus loin en disant que la peine n'aurait pas été assez élevée pour avoir un effet dissuasif pour la mise en place d'affaires similaires à l'avenir.
Certains détenteurs de droits d'auteur ont un point de vue différent cependant : le chanteur de Snow Patrol Gary Lightbody a commenté dans un entretien qu'« ils ne doivent pas être emprisonnés […] la punition ne correspond pas au crime ». Dans une colonne dans Dagens Nyheter, le compositeur et professeur Roger Wallis, qui avait été impliqué dans le procès, a condamné le verdict et ses effets.
À la fin mai 2009, le ministre suédois de la Culture Lena Adelsohn Liljeroth a prononcé un discours à la Société suédoise des compositeurs de musique populaire, exprimant son opinion « j'étais parmi ceux qui étaient heureux du verdict contre The Pirate Bay ». Conformément à la Constitution suédoise, il est inconstitutionnel pour les ministres d'influer sur les affaires judiciaires en cours, et de nombreux commentateurs politiques ont critiqué la déclaration du ministre. Max Andersson, membre du Comité sur la Constitution du Parlement de la Suède, a demandé au comité d'examiner l'incident. Le comité a souligné l'indépendance des organes judiciaires et du gouvernement, et a rappelé aux ministres de faire preuve de prudence dans leurs déclarations, mais ne voyait aucune nécessité d'une action ou d'un commentaire contre le ministre.

### Événements ultérieurs
Plus de 25 000 personnes ont rejoint le Parti Pirate Suédois dans les dix jours suivant le verdict de culpabilité, élevant ses membres à plus de 40 000 membres ce qui en fait le quatrième plus grand parti suédois en nombre de membres à l'époque. À Stockholm et d'autres villes, le Parti Pirate a organisé des manifestations contre le verdict du tribunal. Plus de 1000 manifestants se sont rassemblés dans les rues de Stockholm le jour suivant,. Le Parti Pirate dont le président était Rickard Falkvinge a réclamés lors des manifestations que « L'establishment et les politiciens ont déclaré la guerre contre l'ensemble de notre génération ».
Après la condamnation, l'IFPI a exigé que les fournisseurs de services Internet suédois bloquent The Pirate Bay, mais les FAI ont refusé de le faire. Jon Karlung, a déclaré que « nous ne censurerons pas les sites de nos clients, ce qui n'est pas notre travail. Je suis contre tout ce qui contredit le principe d'un Internet libre et ouvert ». Plusieurs sites de partage de fichiers suédois ont fermé volontairement à la suite du verdict pour faire une dissuasion et à la suite d'une nouvelle enquête de police.
Le 20 avril 2009, Anonymous se mobilise avec l'« Operation Baylout », qui comprenait un DDoS attaquant le site international de l'IFPI, provoquant le hors service du site pendant quelques heures. Ils ont publié une déclaration demandant aux partisans du partage de fichiers de s'abstenir de faire des achats de médias liés à l'industrie pendant les mois d'avril et mai,.

### Arrestation de Svartholm Warg (2012)
Svartholm Warg a été arrêté le 2 septembre 2012, à Phnom Penh, au Cambodge, tout en évitant les autorités suédoises après le verdict et la condamnation de 2009. Un groupe de hackers anonymes a affirmé avoir attaqué des sites Web et des systèmes internet appartenant au gouvernement cambodgien dans le sillage de l'arrestation. Bien qu'à l'époque de l'arrestation un traité d'extradition fût inexistant entre le Cambodge et la Suède, les négociations ont été conclues dans le but d'expulser Svartholm Warg.

## Allégations de partialité
Au milieu de l'année 2008, après que l'acte d'accusation eut été signifié, il a été découvert que le principal enquêteur de la police dans l'enquête préliminaire avait commencé à travailler pour l'un des plaignants, Warner Brothers, avant la date de l'acte d'accusation. L'avocat de Sunde Peter Althin doute de la neutralité et de la fiabilité de l'enquête préliminaire dans le cas où l'enquêteur était entré au cours. Warner Brothers a commenté simplement que l'enquêteur n'avait reçu aucune compensation pour le temps ou il a travaillé pour la police suédoise. Selon Roswall, ce type d'emploi concurrent ne serait pas un incident individuel, mais la décision d'une éventuelle partialité serait décidée par la juridiction, et l'enquêteur n'est pas un témoin clé dans l'affaire. L'enquêteur n'a pas pu être joint au cours du procès et a été retiré de la liste des témoins,,.
Quelques jours seulement avant le début du procès, l'un des trois juges non professionnels nommés a été reconnu comme étant membre d'une association de compositeurs travaillant sur des travaux sur la protection des droits d'auteur.
Au lendemain du procès, le président du tribunal Tomas Norström, qui est le même juge ayant ordonné le raid en 2006 sur les serveurs de The Pirate Bay, se retrouve sur la sellette après des allégations de partialité. Sveriges Radio P3 a organisé une enquête qui a révélé le 23 avril que Norström avaient plusieurs engagements avec les organisations intéressées par la propriété intellectuelle en questions. Peter Danowsky, Monique Wadsted et Henrik Pontén du côté de l'accusation sont aussi membres de l'une des organisations Wadsted fait remarquer que tous les avocats de la propriété intellectuelle à Stockholm font partie de l'association.
Selon Norström, les organisations sont impliquées dans les discussions sur le droit d'auteur. Norström cependant siège également au conseil d'administration de l'Association suédoise pour la protection de la propriété industrielle, qui correspond aux branches de l'Association internationale pour la protection de la propriété industrielle (AIPPI) et l'Association littéraire et artistique internationale (ALAI). Le site Web de l'AIPPI affirme que « l'objectif de l'AIPPI est d'améliorer et de promouvoir la protection de la propriété intellectuelle à la fois sur le plan international et national », et le président de l'ALAI Victor Nabhan, a déclaré que son organisation se consacre essentiellement à la défense des intérêts des titulaires de droits d'auteur. Plusieurs juristes ont fait remarquer que le juge n'aurait pas dû prendre l'affaire en raison du risque de conflit d'intérêts ou aurait au moins dû le mentionné au début du procès. Le tribunal de district a cependant lui-même défendu l'adhésion des juges dans ces types d'organisations.
À la suite d'une découverte le 23 avril, l'avocat de Peter Sunde, Peter Althin a annoncé qu'il allait demander un nouveau procès. Le Parlement suédois a décidé de ne pas enquêter sur la partialité puisque la question avait déjà pris place à la Cour d'appel. La cour d'appel a reçu le cas le 18 mai et a donné l'affaire au juge Ulrika Ihrfelt. Sur la question de la partialité, Ihrfelt a déclaré qu'elle était membre de l'Association suédoise du droit d'auteur en 2005 pour travailler à la Cour suprême, mais ne se considère pas biaisées à cause de cela. Le président de la Cour a été priée de réaffecter le cas, et le 20 mai, elle a été réaffectée à trois juges d'un autre tribunal du département. Le tribunal de district ainsi que le procureur ont défendu officiellement les appartenances des juges dans ces types d'organisations comme un moyen d'acquérir des connaissances sur les questions de droit d'auteur,. La cour d'appel a jugé l'affaire comme étant prioritaire, et a statué le 25 juin que les adhésions du juge ne constituent pas des préjugés et qu'il n'y aurait pas de nouveau procès dans le tribunal de district,.
Lors de la préparation du procès en appel, les allégations de partialité ont également été présentées à la Cour d'appel. En Suède, dans une procédure d'appel en matière pénale lorsque la peine est supérieure à une amende, le tribunal se compose généralement de trois juges professionnels et deux juges non professionnels. Le juge Ihrfelt, est encore une fois nommé pour l'affaire et a informé les parties à la mi-septembre 2009, une des juges non professionnels nommés travaille pour le service de streaming musical Spotify, qui est en partie détenue par les maisons de disques. Le juge lui-même ne se sentait pas biaisées à cause de son travail, mais le procureur Danowsky fait remarquer qu'une personne jugeant l'affaire et travaillant pour Spotify a un conflit d'intérêts. La décision du tribunal a été portée en appel, et en mai 2010, la Cour suprême a confirmé la décision de la cour d'appel sur la question de la partialité,,.

## Parties

### Défendeurs

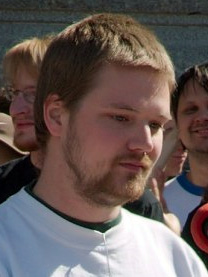
Fredrik Neij
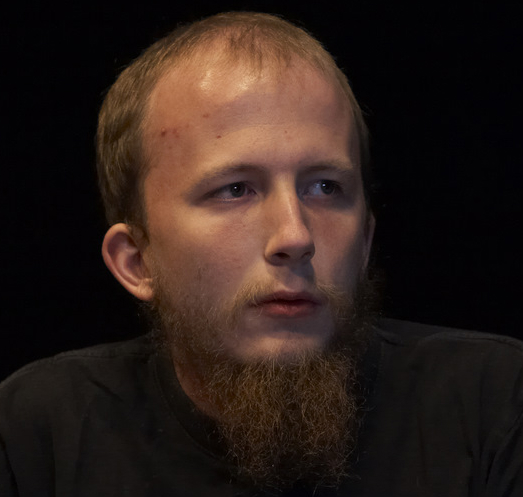
Gottfrid Svartholm
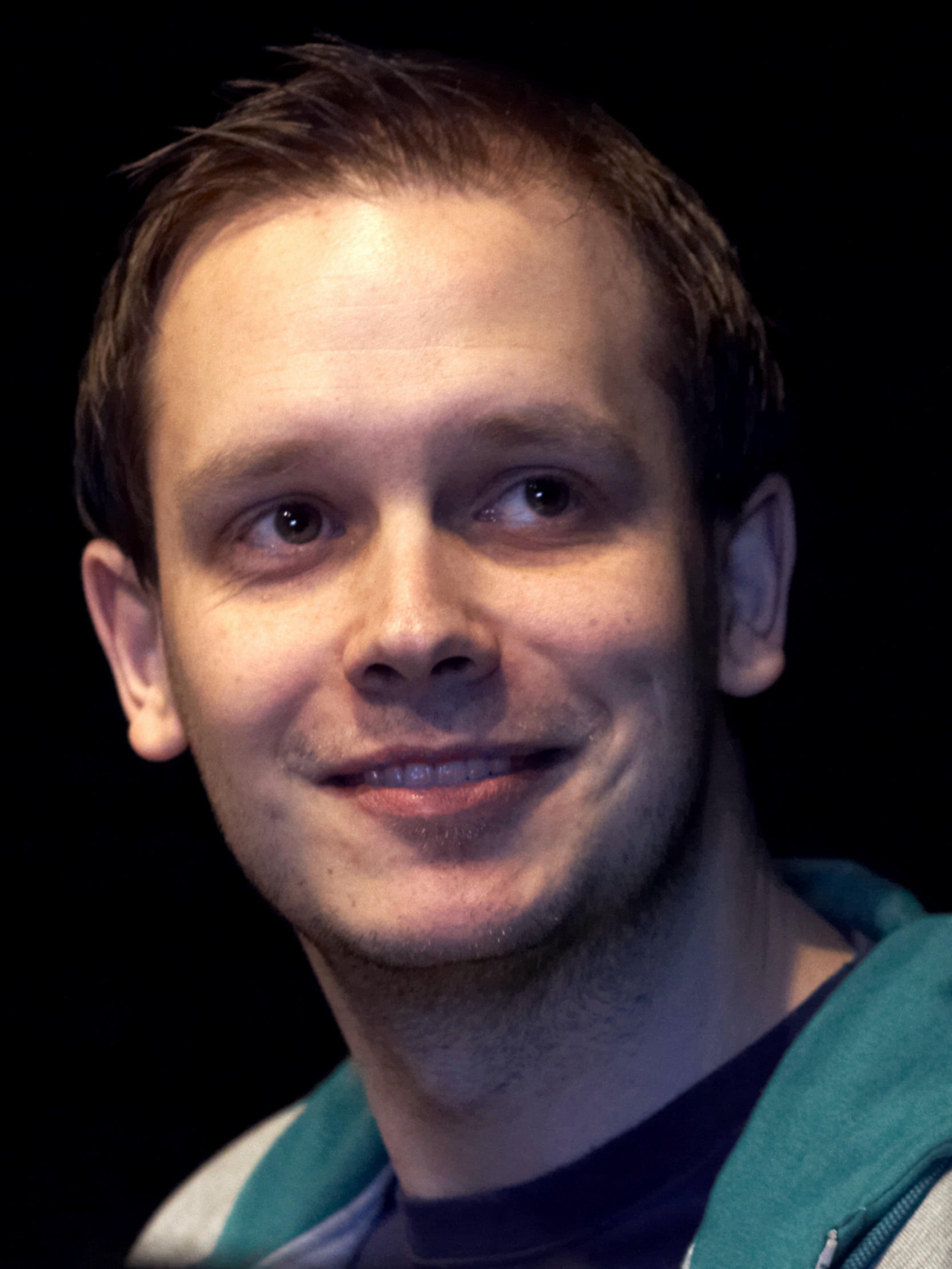
Peter Sunde
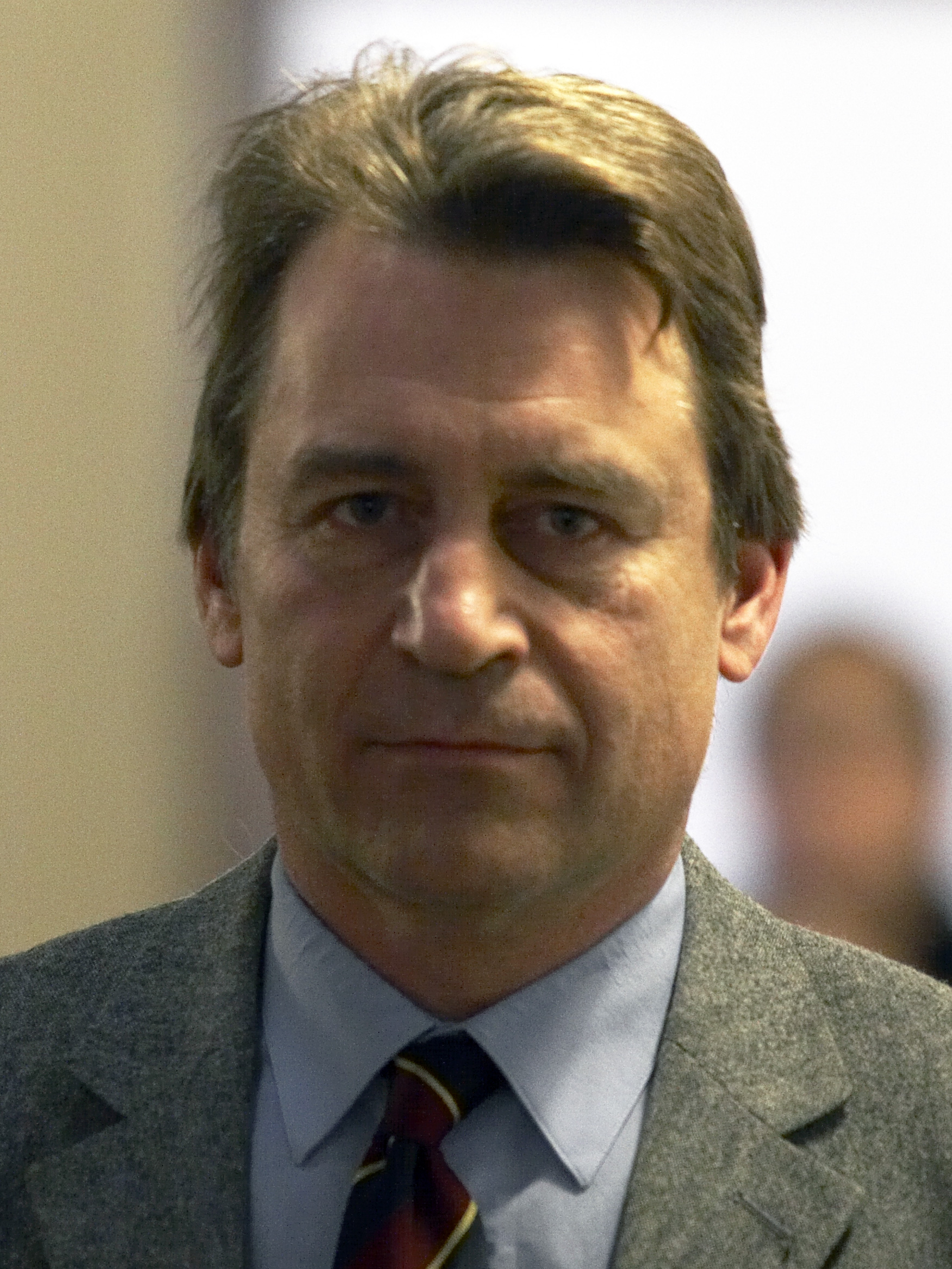
Carl Lundström

### Plaignants
Les accusations criminelles contre The Pirate Bay sont directement pris en charge par les témoins de l'accusation suivants:
- IFPI represente:
  - Sony BMG Music Entertainment Sweden AB
  - Universal Music AB
  - Playground Music Scandinavia AB
  - Bonnier Amigo Music Group AB
  - EMI Music Sweden AB
  - Warner Bros. Music Sweden AB
- Antipiratbyrån represente:
  - Yellow Bird Films AB
  - Nordisk Film
  - Henrik Danstrup
- MAQS Law Firm Advokatbyrå KB[97] represente:
  - Warner Bros. Entertainment Inc
  - MGM Pictures Inc
  - Columbia Pictures Industries Inc
  - 20th Century Fox Films Co
  - Mars Media Beteiligungs GmbH & Co Filmproduktions
  - Blizzard Entertainment Inc
  - Sierra Entertainment Inc
  - Activision Publishing Inc

## Appel
Après la condamnation, les accusés ont décidé de faire appel du verdict du premier procès. L'appel est lancé le 28 septembre 2010 et se conclut, le 15 octobre 2010. Le 26 novembre 2010, le verdict a été annoncé. Dans le verdict, le tribunal a jugé que « The Pirate Bay a facilité le partage illégal de fichiers d'une manière qui entraîne une responsabilité pénale pour ceux qui courent le service ». Selon le verdict, les peines de trois des accusés seraient réduites et le total des amendes seraient augmentées. Le quatrième accusé, Gottfrid Svartholm, n'était pas présent à l'époque pour des raisons médicales. Son délai d'appel a expiré le 14 octobre 2011, et la peine initiale de 2009 est devenue juridiquement contraignante pour lui.
L'appel échange les peines d'emprisonnement pour des amendes plus élevées. Après le procès initial, chaque défendeur devait avoir un an de prison et des amendes d'un peu moins de 1 million de dollars chacun. Après l'appel, Fredrik Neij a été condamné à 10 mois de prison, Peter Sunde à 8 mois de prison et Carl Lundström à 4 mois de prison.
La Cour d'appel a décidé d'accorder pleinement à toutes les sociétés nordiques leur demande en réparation pour violation du droit d'auteur en raison de The Pirate Bay, avec des sociétés extérieures ou était accordées de petits gains en compensation. L'amende totale pour les trois accusés a été augmenté de 32 millions de couronnes à 46 millions de couronnes (6,5 millions de dollars américain). Chaque accusé a reçu des peines différentes en raison de la contribution individuelle vers la facilitation du partage illégal de fichiers. Au lieu de mettre tous les accusés à la même peine, ils ont chacun été jugés à la suite de leur contribution et condamnés en conséquence. Toutefois, l'amende doit être payée par les trois accusés présents.

## Pendant le procès

### Campagne de soutien
Le 18 février 2009, le parti socialiste norvégien a lancé une campagne mondiale en faveur de The Pirate Bay et partagent des fichiers dans le monde entier jusqu'au 1er mai. La campagne a été programmée pour coïncider avec le procès via le site Web (filesharer.org) où les personnes ont été invités à télécharger leurs photos, comme « mugshots », de « laisser l'industrie de la musique et du cinéma savoir qui sont les personnes partageant des fichiers ». Le site encourage la participation des gens à « télécharger une photo de vous et de leur montrer ce à quoi ressemble un criminel ».

### Piratage du site IFPI
Le site de la International Federation of the Phonographic Industry (IFPI) a été piraté et défiguré avec un message adressé au procureur Håkan Roswall. Le site est ensuite devenu inaccessible, peut-être en raison d'une attaque par déni de service. Il a été rapidement remis en ligne. Peter Sunde, l'un des accusés, a répondu aux nouvelles de l'attaque.

### Flower Storm
Lors de la neuvième journée de procès, après le témoignage du professeur émérite Roger Wallis, il a été demandé conformément à des procédures judiciaires suédoises s'il ne voulait avoir aucune compensation pour comparaître devant le tribunal. Il a refusé, mais a déclaré au tribunal qu'ils étaient invités à envoyer des fleurs à sa femme s'ils le souhaitaient. Cela a été rejeté par le juge, mais a rapidement attiré des partisans parmi The Pirate Bay en suivant les procédures via des flux directs et d'autres services Internet. Un canal a été lancé sur le réseau EFnet sur IRC et un site Web a suivi et les fleurs avaient été commandées pour le couple à travers les fleuristes Internet comme Interflora et des fleuristes locaux le soir pour presque 40.000 SEK (US $ 5.000, 3,000 €).

### Piratage du site Bonnier Amigo
Le site de la maison de disques indépendante Bonnier Amigo a été piraté le 1er mars. Un message similaire à celui du piratage de l'IFPI a été publié, mais cette fois dirigé vers le procureur Peter Danowsky représentant les maisons de disques:

« Arrêtez de mentir Peter Danowsky!
Vous nous censurez, nous vous censurons. La liberté d'expression est dans les deux sens. 
C'est une guerre que vous ne pourrez jamais gagner. Les gens gagnent toujours d'une manière ou d'une autre.
Les gens auront toujours leur liberté.
Nos frères se tiennent derrière nous et ensemble nous gagnerons ce combat!
[signé] / / CHHB - En ces temps de ténèbres nous apparaissons une fois de plus. »

## Sources